# José Leite Lopes
José Leite Lopes (Recife, 28 de outubro de 1918 — Rio de Janeiro, 12 de junho de 2006) foi um físico brasileiro, especializado em teoria quântica de campos e física de partículas. Foi o responsável pela primeira predição do bóson Z, cujos resultados serviram de base para o desenvolvimento da unificação eletrofraca, que deu o Nobel de Física de 1979 a Steven Weinberg, Sheldon Glashow e Abdus Salam.
Cientista de renome internacional, Leite Lopes combateu a ditadura e articulou a criação de instituições de pesquisa. Foi o grande articulador político da fundação do Centro Brasileiro de Pesquisas Físicas (CBPF), instituto que criou juntamente com César Lattes em 1949. Além disso, participou de articulações para fundar outras instituições importantes, como a Comissão Nacional de Energia Nuclear (CNEN), o Conselho Nacional de Desenvolvimento Científico e Tecnológico (CNPq) e a Financiadora de Estudos e Projetos (Finep). Foi presidente da Sociedade Brasileira de Física (SBF) de 1967 a 1971.

## Vida acadêmica
Em 1935 iniciou o curso de Química industrial na Escola de Engenharia de Pernambuco e em 1940 ingressou no curso de Física da Faculdade Nacional de Filosofia, no Rio de Janeiro.
Em 1942 recebeu uma bolsa para trabalhar na Universidade Federal do Rio de Janeiro e no ano seguinte recebeu outra bolsa para a Universidade de São Paulo.
Leite Lopes doutorou-se em física na Universidade de Princeton, orientado por Wolfgang Pauli.
É reconhecido internacionalmente por suas muitas contribuições à física teórica, especialmente nas seguintes áreas:
- Predição da existência de um bóson vetorial neutro (bóson Z), em 1958, através da elaboração de uma equação que mostrava a analogia da interação nuclear fraca com o eletromagnetismo. Steven Weinberg, Sheldon Glashow e Abdus Salam usaram posteriormente estes resultados para desenvolver a unificação do eletromagnetismo e a interação nuclear fraca. Eles foram premiados com o Nobel da Física em 1979.
- O modelo de dominância vetorial na interação nuclear fraca
- Estrutura nuclear shell em reações fotonucleares
- Potencial pseudoscalar de um méson na teoria do dêuteron
- Pares de mésons escalares
- Modelos estruturais de leptons e quarks

## Colégio
O Núcleo Avançado em Educação - Colégio Estadual José Leite Lopes, no Rio de Janeiro, recebeu o nome do físico em 2008.

José Leite Lopes, o também recifense Mário Schenberg (centro) e o curitibano César Lattes (esquerda) — estes considerados os três maiores físicos brasileiros — em reunião no CNPq, 1958.

## Obras
Ao longo de sua carreira publicou diversos artigos científicos e livros, entre os quais se destacam:
- Fondements de la Physique Atomique (Hermann, 1967)
- Lectures on Symmetries (Gordon & Breach, 1969)
- Gauge Field Theories (Pergamon Press, 1981, 1983)
- Theorie Relativiste de la Gravitation (Masson, 1993)
- Sources et Evolution de la Physique Quantique (em colaboração com B. Escoubès, Masson, 1995).

## Cinema
José Leite Lopes e César Lattes são os protagonistas do filme Cientistas Brasileiros, um documentário de 2002 dirigido por José Mariani que narra sua trajetória e suas contribuições para o desenvolvimento da física no Brasil.

## Premiações
Leite Lopes é o único físico brasileiro detentor do UNESCO Science Prize. A engenheira agrônoma Johanna Döbereiner recebeu este prêmio em 1989.